# Campionati mondiali di judo 2022
I campionati mondiali di judo 2022 si sono svolti a Tashkent, in Uzbekistan, dal 6 al 13 ottobre 2022 presso il Palazzo del ghiaccio di Tashkent.

## Podi

### Uomini
| Evento         | Oro                              | Argento                        | Bronzo                       |
| fino a 60 kg   | Naohisa Takato Giappone          | Enkhtaivany Ariunbold Mongolia | Eldos Smetov Kazakistan      |
| fino a 60 kg   | Naohisa Takato Giappone          | Enkhtaivany Ariunbold Mongolia | Yang Yung-wei Taipei cinese  |
| fino a 66 kg   | Hifumi Abe Giappone              | Joshiro Maruyama Giappone      | An Ba-ul Corea del Sud       |
| fino a 66 kg   | Hifumi Abe Giappone              | Joshiro Maruyama Giappone      | Denis Vieru Moldavia         |
| fino a 73 kg   | Tsend-Ochir Tsogtbaatar Mongolia | Soichi Hashimoto Giappone      | Daniel Cargnin Brasile       |
| fino a 73 kg   | Tsend-Ochir Tsogtbaatar Mongolia | Soichi Hashimoto Giappone      | Hidayət Heydərov Azerbaigian |
| fino a 81 kg   | T'at'o Grigalashvili Georgia     | Matthias Casse Belgio          | Takanori Nagase Giappone     |
| fino a 81 kg   | T'at'o Grigalashvili Georgia     | Matthias Casse Belgio          | Shamil Borchashvili Austria  |
| fino a 90 kg   | Davlat Bobonov Uzbekistan        | Christian Parlati Italia       | Luka Maisuradze Georgia      |
| fino a 90 kg   | Davlat Bobonov Uzbekistan        | Christian Parlati Italia       | Lasha Bekauri Georgia        |
| fino a 100 kg  | Muzaffarbek Turoboyev Uzbekistan | Kyle Reyes Canada              | Michael Korrel Paesi Bassi   |
| fino a 100 kg  | Muzaffarbek Turoboyev Uzbekistan | Kyle Reyes Canada              | Zelim Kotsoiev Azerbaigian   |
| oltre a 100 kg | Andy Granda Cuba                 | Tatsuru Saito Giappone         | Guram Tushishvili Georgia    |
| oltre a 100 kg | Andy Granda Cuba                 | Tatsuru Saito Giappone         | Kim Min-jong Corea del Sud   |

### Donne
| Evento        | Oro                      | Argento                            | Bronzo                               |
| fino a 48 kg  | Natsumi Tsunoda Giappone | Katharina Menz Germania            | Assunta Scutto Italia                |
| fino a 48 kg  | Natsumi Tsunoda Giappone | Katharina Menz Germania            | Abiba Abuzhakynova Kazakistan        |
| fino a 52 kg  | Uta Abe Giappone         | Chelsie Giles Regno Unito          | Distria Krasniqi Kosovo              |
| fino a 52 kg  | Uta Abe Giappone         | Chelsie Giles Regno Unito          | Amandine Buchard Francia             |
| fino a 57 kg  | Rafaela Silva Brasile    | Haruka Funakubo Giappone           | Jessica Klimkait Canada              |
| fino a 57 kg  | Rafaela Silva Brasile    | Haruka Funakubo Giappone           | Lkhagvatogoogiin Enkhriilen Mongolia |
| fino a 63 kg  | Megumi Horikawa Giappone | Catherine Beauchemin-Pinard Canada | Manon Deketer Francia                |
| fino a 63 kg  | Megumi Horikawa Giappone | Catherine Beauchemin-Pinard Canada | Bárbara Timo Portogallo              |
| fino a 70 kg  | Barbara Matić Croazia    | Lara Cvjetko Croazia               | Sanne van Dijke Paesi Bassi          |
| fino a 70 kg  | Barbara Matić Croazia    | Lara Cvjetko Croazia               | Saki Niizoe Giappone                 |
| fino a 78 kg  | Mayra Aguiar Brasile     | Ma Zhenzhao Cina                   | Yelyzaveta Lytvynenko Ucraina        |
| fino a 78 kg  | Mayra Aguiar Brasile     | Ma Zhenzhao Cina                   | Beata Pacut-Kloczko Polonia          |
| oltre a 78 kg | Romane Dicko Giappone    | Beatriz Souza Brasile              | Wakaba Tomita Giappone               |
| oltre a 78 kg | Romane Dicko Giappone    | Beatriz Souza Brasile              | Julia Tolofua Francia                |

### Misti
| Evento     | Oro | Argento | Bronzo |
| Team misto | Giappone Haruka Funakubo Kenshi Harada Soichi Hashimoto Megumi Horikawa Kosuke Mashiyama Saki Niizoe Hyōga Ōta Tatsuru Saito Goki Tajima Ruri Takahashi Momo Tamaoki Wakaba Tomita | Francia Benjamin Axus Amandine Buchard Sarah-Léonie Cysique Romane Dicko Joan-Benjamin Gaba Marie-Ève Gahié Kenny Liveze Alexis Mathieu Aleksa Mitrovic Margaux Pinot Joseph Terhec Julia Tolofua | Germania Alina Böhm Miriam Butkereit Johannes Frey Alexander Gabler Sarah Mäkelburg Dominic Ressel Jonas Schreiber Pauline Starke Eduard Trippel Anna-Maria Wagner Igor Wandtke Jana Ziegler |
| Team misto | Giappone Haruka Funakubo Kenshi Harada Soichi Hashimoto Megumi Horikawa Kosuke Mashiyama Saki Niizoe Hyōga Ōta Tatsuru Saito Goki Tajima Ruri Takahashi Momo Tamaoki Wakaba Tomita | Francia Benjamin Axus Amandine Buchard Sarah-Léonie Cysique Romane Dicko Joan-Benjamin Gaba Marie-Ève Gahié Kenny Liveze Alexis Mathieu Aleksa Mitrovic Margaux Pinot Joseph Terhec Julia Tolofua | Israele Tal Flicker Maya Goshen Guy Gurevitch Raz Hershko Serafim Kompaniez Inbar Lanir Ido Levin Sagi Muki Timna Nelson-Levy Peter Paltchik Gefen Primo Gili Sharir                         |

## Medagliere
| Posizione | Paese         | Oro | Argento | Bronzo | Totale |
| --------- | ------------- | --- | ------- | ------ | ------ |
| 1         | Giappone      | 6   | 4       | 3      | 13     |
| 2         | Brasile       | 2   | 1       | 1      | 4      |
| 3         | Uzbekistan    | 2   | 0       | 0      | 2      |
| 4         | Francia       | 1   | 1       | 3      | 5      |
| 5         | Mongolia      | 1   | 1       | 1      | 3      |
| 6         | Croazia       | 1   | 1       | 0      | 2      |
| 7         | Georgia       | 1   | 0       | 3      | 4      |
| 8         | Cuba          | 1   | 0       | 0      | 1      |
| 9         | Canada        | 0   | 2       | 1      | 3      |
| 10        | Italia        | 0   | 1       | 1      | 2      |
| 11        | Belgio        | 0   | 1       | 0      | 1      |
| 11        | Cina          | 0   | 1       | 0      | 1      |
| 11        | Germania      | 0   | 1       | 0      | 1      |
| 11        | Gran Bretagna | 0   | 1       | 0      | 1      |
| 15        | Azerbaigian   | 0   | 0       | 2      | 2      |
| 15        | Kazakistan    | 0   | 0       | 2      | 2      |
| 15        | Paesi Bassi   | 0   | 0       | 2      | 2      |
| 15        | Corea del Sud | 0   | 0       | 2      | 2      |
| 19        | Austria       | 0   | 0       | 1      | 1      |
| 19        | Israele       | 0   | 0       | 1      | 1      |
| 19        | Kosovo        | 0   | 0       | 1      | 1      |
| 19        | Moldavia      | 0   | 0       | 1      | 1      |
| 19        | Polonia       | 0   | 0       | 1      | 1      |
| 19        | Portogallo    | 0   | 0       | 1      | 1      |
| 19        | Taipei cinese | 0   | 0       | 1      | 1      |
| 19        | Ucraina       | 0   | 0       | 1      | 1      |
| Totale    | Totale        | 15  | 15      | 30     | 60     |